# József Pálinkás
József Pálinkás (Seghedino, 10 marzo 1912 – Budapest, 24 aprile 1991) è stato un calciatore ungherese, di ruolo portiere.